# 〃
「〃」は、ノノ字点（ののじてん）や同じく記号（おなじくきごう）とも呼ばれ、表などで上または左（縦書きの場合は右）の内容と同一の場合の省略文字として使用される約物のひとつである。わかりやすく「チョンチョン」、「てんてん」と呼ぶこともある。

## 由来
ノノ字点は、歴史が古く紀元前から使用されており、紀元前934年から紀元前608年の新アッシリアの粘土版にも見られ、繰り返しを表す文字として使用されていた。英語の名称 ditto は、トスカーナ語のdire「言う」の過去分詞 ditto「（すでに）言われた」に由来する。

## 使用法
単純な箇条書きの場合は、前の項目と同値となる。
例
- Wikipedia 日本語版
- 〃 英語版

横書きの表の場合、枡の中央に置かれ原則上部の項目と同じ内容となる（左側の項目と同じ内容にする場合もある）。
| イヌ     | 哺乳類 |
| ネコ     | 〃     |
| ゴリラ   | 〃     |
| ニワトリ | 鳥類   |

縦書きの表の場合、枡の中央に置かれ原則右側の項目と同じ内容となる（上側の項目と同じ内容にする場合もある）。

## 日本語以外での使用法
中国語では文字単位で「〃」が使用される。
黑色钢笔，一盒20支 ..... 2元1角0分
蓝〃〃〃〃〃〃〃〃 ..... 2元3角5分
英語などでは単語単位で「〃」が使用される。
Black pens, box of twenty ..... £2.10
Blue   〃    〃  〃   〃   ..... £2.35

## 符号位置
| 記号 | Unicode | JIS X 0213 | 文字参照          | 名称       |
| ---- | ------- | ---------- | ----------------- | ---------- |
| 〃   | U+3003  | 1-1-23     | &#x3003; &#12291; | 同じく記号 |